# Flaga Georgii Południowej i Sandwichu Południowego

Flaga z lat 1992-1999

Flaga gubernatora z lat 1992-1999

Flaga Georgii Południowej i Sandwichu Południowego przedstawia herb nadany 14 lutego 1992 roku. Lew symbolizuje nadrzędność i opiekę Wielkiej Brytanii. Trzyma pochodnię, symbol oświecenia, mająca w tym wypadku znaczyć prace badawcze. Dwie gwiazdy pochodzą z herbu Jamesa Cooka, który dotarł tu w roku 1775. Zieleń oznacza roślinność; biel – lód; błękit – śnieg. Wszystko podtrzymują typowe zwierzęta wysp. Na wstędze łacinska dewiza Leo terram propriam protegat ("Lew chroni własną ziemię"). W kantonie umieszczona jest flaga brytyjska.